# Халбаева, Светлана Николаевна
Светла́на Никола́евна Халба́ева ― советская бурятская танцовщица, Заслуженная артистка Бурятской АССР (1977), солистка Бурятского ансамбля песни и танца «Байкал» с 1957 года.

## Биография
Родилась 15 ноября 1937 года в Аларском районе Бурят-Монгольской АССР, РСФСР. Её отец был композитором-мелодистом, он был первым, кто поехал из Бурятии в Москву в составе делегации на съезд работников культуры.
В 1957 году начала работать в Бурятском ансамбле песни и танца «Байкал» Бурятской государственной филармонии. В следующем была направлена на учёбу в Узбекское государственное хореографическое училище в Ташкенте, которое окончила в 1962 году. После этого вернулась в Бурятскую филармонию и стала одной из ведущих танцовщиц ансамбля песни и танца «Байкал», затем работала в эстрадном ансамбле «Баяр».
Светлана Халбаева отличалась большим трудолюбием, упорством, дисциплинированностью и исполнительностью, и в этом была примером для многих артистов ансамбля[стиль].
В её репертуаре были танцы народов мира, например, бразильские, китайские, молдавские, мексиканские и другие.
Артистка принимала активное участие в общественной жизни коллектива, в шефской работе филармонии.
За большой вклад в развитие национального танцевального искусства  Светлана Николаевна Халбаева в 1977 году была удостоена почётного звания «Заслуженная артистка Бурятской АССР». Неоднократно награждалась почётными грамотами партийных и профсоюзных органов, Министерства культуры Бурятской АССР и дирекции филармонии. В 1968 году была награждена значком «Отличник культурного шефства над Вооруженными силами», в 1970 году — юбилейной медалью «За доблестный труд в ознаменование 100-летия В. И. Ленина».
После ухода на пенсию Светлана Халбаева более 10 лет работала солисткой ансамблей «Баяр» и «Селенга». Также работала артисткой Бурятского республиканского театра кукол «Ульгэр» и администраторам в Бурятской государственной филармонии.